# Alexander Fraser Tytler
Alexander Fraser Tytler, lord Woodhouselee (15 octobre 1747 , Édinbourg  -  5 janvier 1813 , idem) avocat et écrivain britannique d'origine écossaise.
Aujourd'hui connu surtout pour la citation : 
« Un régime démocratique ne peut pas perdurer. Il subsiste jusqu’au moment où les électeurs découvrent qu’ils peuvent se voter des largesses aux dépens du trésor public. Dès ce moment, la majorité élit toujours les candidats qui promettent le plus de cadeaux aux frais du trésor public, avec pour conséquence que la démocratie croule sous le poids d’une politique fiscale immodérée, toujours suivie par une dictature.

La durée moyenne des grandes civilisations depuis le début des temps historiques, a toujours été d'environ 200 ans. Au cours de ces 200 années, ces nations sont toujours passés par les étapes suivantes :
de la servitude à la foi en dieu
de la foi au courage
du courage à la liberté
de la liberté à l'abondance
de l'abondance à la complaisance
de la complaisance à l'apathie
de l'apathie à la dépendance
de la dépendance à de nouveau la servitude
A democracy is always temporary in nature; it simply cannot exist as a permanent form of government. A democracy will continue to exist up until the time that voters discover that they can vote themselves generous gifts from the public treasury. From that moment on, the majority always votes for the candidates who promise the most benefits from the public treasury, with the result that every democracy will finally collapse due to loose fiscal policy, which is always followed by a dictatorship.
The average age of the worlds greatest civilizations from the beginning of history, has been about 200 years. During those 200 years, these nations always progressed through the following sequence:
From spiritual faith to great courage;
From courage to liberty;
From liberty to abundance;
From abundance to complacency;
From complacency to apathy;
From apathy to dependence;
From dependence back into bondage.  »
Cette citation proviendrait d'un livre dont le titre aurait été "The Fall of the Athenian Republic", mais ce livre reste inconnu. Aussi il y a un fort soupçon du caractère apocryphe de cette citation.
La citation de Bartleby donnée en lien externe exprime sensiblement la même chose.

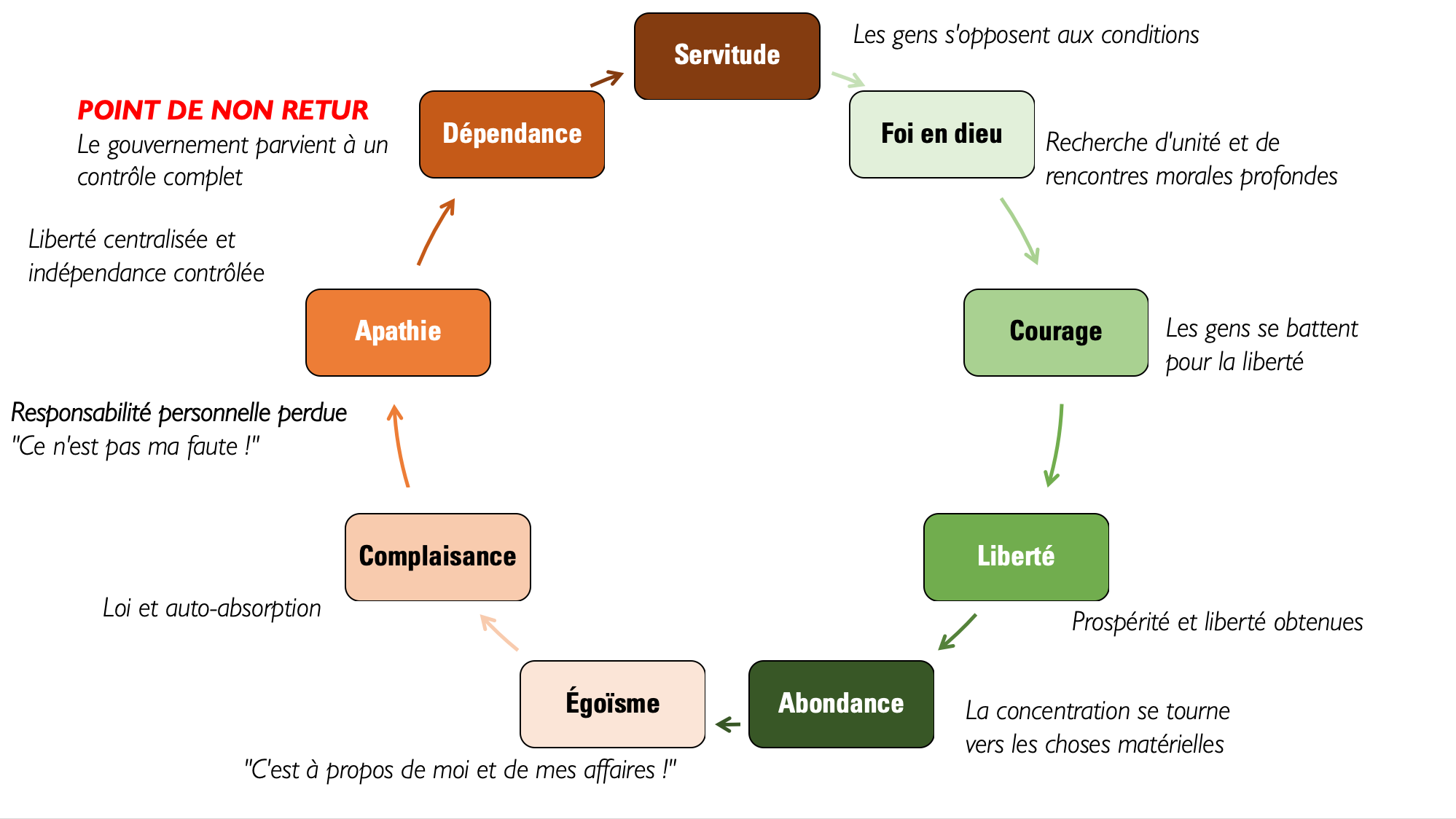
Représentation graphique du cycle de Tytler.